# Ceglarki
Ceglarki (niem. Ernsthof) – kolonia w Polsce położona w województwie warmińsko-mazurskim, w powiecie bartoszyckim, w gminie Bartoszyce. W latach 1975–1998 miejscowość administracyjnie należała do województwa olsztyńskiego.

Ceglarki w roku 1889 było folwarkiem, należącym do majątku ziemskiego Osieka. Po pierwszej wojnie światowej majątek w Osiece rozparcelowano, ale nie dotyczyło to folwarku w Ceglarce.
W 1978 r. w Ceglarkach były trzy indywidualne gospodarstwa rolne, uprawiające łącznie 43 ha. W 1983 r. we wsi były 3 domy z ośmioma mieszkaniami. W Ceglarkach w tym czasie mieszkało 27 osób.